# Ennio Fantastichini
Ennio Fantastichini (ur. 20 lutego 1955 w Gallese, zm. 1 grudnia 2018 w Neapolu) – włoski aktor telewizyjny i filmowy. Zagrał w filmie Karol. Człowiek, który został papieżem.

## Filmografia
- 1990: Otwarte drzwi jako Tommaso Scalia
- 1995: Ośmiornica 7 (La piovra) jako Saverio Bronta
- 1998: Viol@ jako Mittler (głos)
- 1998: Życie w zawieszeniu jako Dario
- 1998: Per tutto il tempo che ci resta jako sędzia Giorgio Nappi
- 1999: Józef z Nazaretu jako Herod
- 1999: Senza movente
- 1999: Corpo dell'anima, Il jako Mauro
- 2000: Controvento jako Leo
- 2000: Święty Paweł jako Piotr Apostoł
- 2001: Come si fa un Martini jako Paolo
- 2002: Sei come sei
- 2002: Napoleon jako Joseph Bonaparte
- 2002: Rosa Funzeca
- 2003: Marcondirondera
- 2003: Alla fine della notte
- 2004: La fuga degli innocenti jako Marco Shocky
- 2005: Karol. Człowiek, który został papieżem jako Nowak
- 2010: Mine vaganti. O miłości i makaronach jako Vincenzo Cantone
- 2017: Muzyka ciszy jako Giovanni